# Lubbock
Lubbock – miasto w Stanach Zjednoczonych, w północno-zachodniej części stanu Teksas, założone w 1890 roku. Siedziba hrabstwa Lubbock. Według danych z 2023 liczy 266,9 tys. mieszkańców i jest 10. co do wielkości miastem Teksasu. Jego nazwa upamiętnia pułkownika Thomasa Saltusa Lubbocka. Miasto rozwinęło się jako ośrodek ranczerski.
Lubbock jest stolicą hrabstwa Lubbock i leży w regionie Llano Estacado, niezwykle ważnym dla branży bawełnianej. Olbrzymie plantacje nawadniane są za pomocą sztucznych kanałów. W mieście rozwinął się przemysł chemiczny oraz spożywczy.
Mieszkańcy Teksasu nazywają miasto Hub City, gdyż jest ono centrum ekonomicznym, edukacyjnym i leczniczym dla obszaru znanego jako South Plains.

## Demografia
Według danych pięcioletnich z 2023 roku, 64,6% mieszkańców stanowili Biali (49,9% nie licząc Latynosów), 16,1% deklarowało przynależność do dwóch lub więcej ras, 8,3% to byli Czarni lub Afroamerykanie, 2,8% Azjaci, 0,6% rdzenna ludność Ameryki i 0,12% to Hawajczycy i pochodzący z innych wysp Pacyfiku. Latynosi stanowili ponad jedną trzecią (36,7%) ludności miasta.
Do największych grup należą osoby pochodzenia meksykańskiego (29,6%), angielskiego (9,3%), niemieckiego (9%), afroamerykańskiego, irlandzkiego (6,6%) i „amerykańskiego” (4,8%).

## Religia

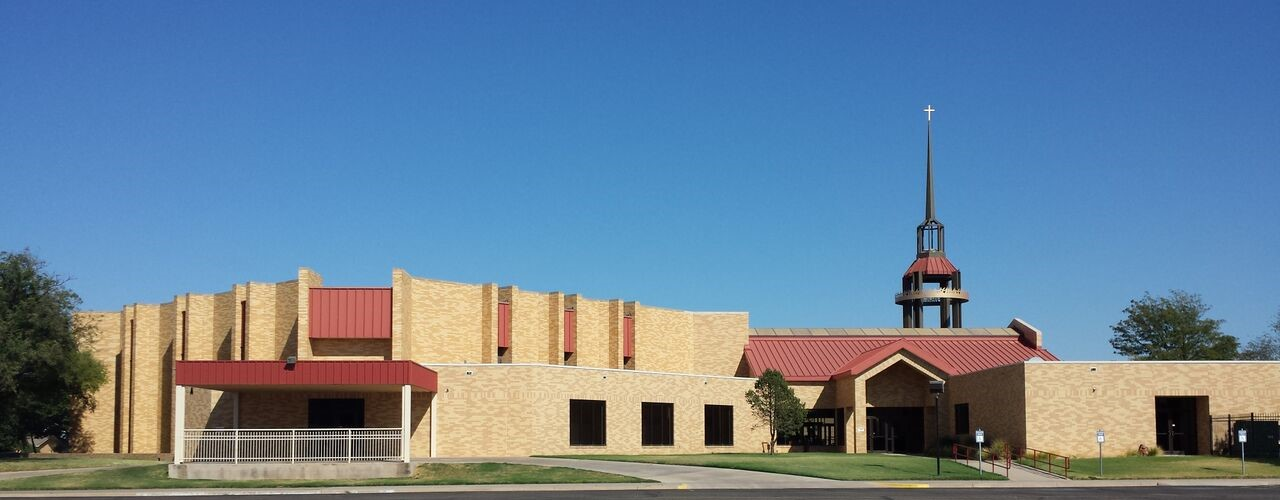
Katolicka Katedra Chrystusa Króla.

W 2020 roku do największych grup religijnych obszaru metropolitalnego Lubbock, należały:
- Południowa Konwencja Baptystów – 42 705 członków w 109 zborach
- Kościół katolicki – 42 369 członków w 22 parafiach
- bezdenominacyjne zbory ewangelikalne – 32 050 członków w 63 zborach
- Zjednoczony Kościół Metodystyczny – 13 726 członków w 28 zborach
- Kościoły Chrystusowe – 13 656 członków w 38 zborach.

## Sport
W mieście rozgrywany jest kobiecy turniej tenisowy, pod nazwą Team Luke Tennis Classic, zaliczany do rangi ITF, z pulą nagród 25 000 $.

## Urodzeni w Lubbocku

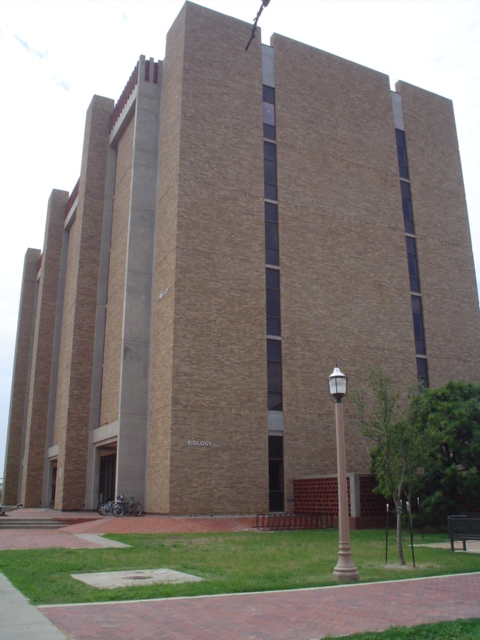
Wydział biologii Texas Tech University.

- Buddy Holly (1936–1959) – piosenkarz uważany za pioniera rock and rolla[6]
- Delbert McClinton (ur. 4 listopada 1940) – muzyk i piosenkarz
- John Michael Bailey (ur. 2 lipca 1957) – psycholog i genetyk behawioralny
- Natalie Maines (ur. 14 października 1974) – piosenkarka country i aktywistka
- Micheal Ray Richardson (ur. 11 kwietnia 1955) – koszykarz, trener
- Kenneth Copeland (ur. 6 grudnia 1936) – teleewangelista i autor związany z ruchem charyzmatycznym
- Chace Crawford (ur. 18 lipca 1985) – aktor

## Uczelnie
- Texas Tech University (1923)
- Narodowe Centrum Dziedzictwa Ranczerskiego
- Lubbock Christian University (1957)